# Hyla alboguttata
Hyla alboguttata este o specie de broască din familia Hylidae, cunoscută și sub denumirea de Broasca de copac cu burta albă. Poate fi găsită pe teritoriul Ecuadorului și în Columbia și Peru.
Habitatul său natural sunt pădurile tropicale și subtropicale dese și umede, în mlaștini, plantații, grădini rurale și alte păduri. Din păcate, specia este amenințată cu pierderea habitatului.